# W29 (核弾頭)
W29はアメリカ合衆国が1950年代に開発していた核弾頭。ロスアラモス国立研究所において、アメリカ陸軍のPGM-11 レッドストーン短距離弾道ミサイルおよびアメリカ空軍のSM-64ナバホ長距離巡航ミサイルの弾頭として開発されていた。
熱核弾頭であり、Mark 15核爆弾の構造を参考としていた。1955年8月に開発中止となり、その後、レッドストーン・ミサイル向けには同様にMark 15を基にしたW39（1957年開発完了）が実用化されることとなる。サイズは全長145インチ、重量3,500ポンド。